# Ахкінчу-Борзой
Ахкінчу-Борзой (рос. Ахкинчу-Борзой) — село у Курчалоївському районі Чечні Російської Федерації.
Населення становить 2046 осіб (2019). Входить до складу муніципального утворення Ахкінчу-Борзойське сільське поселення.

## Історія
Згідно із законом від 20 лютого 2009 року органом місцевого самоврядування є Ахкінчу-Борзойське сільське поселення.

## Населення
| 1990  | 2002  | 2010  | 2012  | 2013  | 2014  | 2015  |
| ----- | ----- | ----- | ----- | ----- | ----- | ----- |
| 858   | ↗1282 | ↗1889 | ↗1914 | ↗1964 | ↗1986 | ↗2001 |
| 2016  | 2017  | 2018  | 2019  |       |       |       |
| ↘1998 | ↗2012 | ↗2035 | ↗2046 |       |       |       |